# Nour-Eddine Lakhmari
Nour-Eddine Lakhmari (arabe : نور الدين الخماري), né le 15 février 1964 à Safi au Maroc, est un réalisateur norvégo-marocain. Il réside à Casablanca.

## Biographie
Il part au milieu des années 1980 à Oslo en Norvège et y tourne ses premiers courts métrages. Ces derniers lui valent d'entrer à l'Académie de Cinéma d'Oslo et plusieurs d'entre eux sont primés. Durant ses années d'apprentissage, il réalise d'autres courts métrages, des histoires sans mots qui se déroulent en marge de la société norvégienne, avec des personnages d'immigrés, d'exclus, seuls. Il vit actuellement à Casablanca.
Son premier long métrage Le Regard sort en 2005, remporte plusieurs prix et séduit les critiques scandinaves et marocaines. C'est l'histoire d'un vieux photographe qui part à la recherche de ses photos prises lors de la guerre d'indépendance du Maroc alors qu'il était dans les rangs de l'armée française. Celles-ci ayant disparu, il décide de retourner au Maroc pour retrouver les négatifs, et affronter son passé.
Depuis, Lakhmari tourne les quatre premiers épisodes de la série télévisée El Kadia pour 2M. C'est une série policière en 9 épisodes diffusés sur 3 saisons, qui met en scène le personnage de Zineb Hajjami, officier de la brigade scientifique, qui est tout à la fois scientifique, profiler et enquêtrice. Elle est surtout la meilleure flic qui soit et l'incarnation d'une nouvelle génération de représentants de la loi.
Son second long métrage, Casa Negra, sort au Maroc le 24 décembre 2008. On y suit la vie de deux petites frappes dans les bas-fonds de Casablanca, vivant de menus larcins, qui se laissent progressivement séduire par la proposition d'un truand local pour réaliser un coup qui devrait enfin leur rapporter gros. Ce film noir remporte plusieurs prix internationaux, et est officiellement choisi pour représenter le Maroc pour l'Oscar du meilleur film en langue étrangère à la 82e cérémonie des Oscars.
Puis Lakhmari réalise son troisième long métrage Zéro, sorti début 2012. C’est l'histoire d'un loser en routine, un monsieur qui n’est personne et qui ne s’aime pas, ne vivant qu’avec son père, mais qui deviendra un autre grâce à une femme. Zéro se purifie à travers l’amour et la rencontre de cette femme ; cela lui permettra de se poser d’autres questions et de se regarder au profond de lui-même.
Lakhmari prépare également un film intitulé Le Retour et qui met en affiche la star marocaine Saïd Taghmaoui.
En 2018, son dernier film Burnout est sélectionné au Festival international du film de Bruxelles.

## Filmographie

### Courts métrages
- 1993 : The Silent Struggle
  - Récompenses : Meilleur court-métrage norvégien 1993
- 1995 : Brèves notes
  - Durée : 20 minutes
  - Récompenses : 17 prix internationaux dont le Dolby Award Grimstad (Norvège)
- 1996 : Né sans ski aux pieds
  - Durée : 18 minutes
  - Diffusion en télévision: Norvège, Suède, Pologne, Espagne, Maroc
  - Récompenses : Prix du Meilleur Film à Asker (Norvège)
- 1997 : Paper Boy
  - Durée : 5 minutes
  - Récompenses : Prix de Chicago
- 1998 : Le Dernier Spectacle
  - Synopsis : Badre est un enfant âgé de 10 ans, vivant avec ses parents à Safi, petit village de pêcheurs sur la côte marocaine. Un théâtre de marionnettes ambulant arrive dans son quartier un jour. Badre, fasciné, assiste à une représentation où l'horrible dragon des mers terrasse et dévore le pauvre pêcheur. Le lendemain, le père de Badre ne revient pas de sa pêche quotidienne. Alors l'enfant devient inquiet, et s'en va trouver le marionnettiste. Changera-t-il le cours de l'histoire ?
  - Durée : 19 minutes
  - Scénario : Nour-Eddine Lakhmari
  - Producteur : Sarim Fassi-Fihri
  - Production : Free Artists AS, Moroccan Productions & Services
  - Acteurs : Zakaria Karkach, Saida Baadi, Hamid Zoughi, Saqlamat Mustafa
  - Montage : Nour-Eddine Lakhmari, Nader Izad Panah
  - Récompenses : Grand Prix du Jury du Festival du Court Métrage (Norvège)
- 1999 : Dans les griffes de la nuit
  - Synopsis : Ruth est une prostituée âgée de 45 ans. Elle est plutôt en mal de clients. Après un début de soirée mouvementée, elle rencontre enfin un client. Et ce n'est pas une rencontre anodine...
  - Genre : Drame
  - Durée : 25 minutes
  - Scénario : Nour-Eddine Lakhmari
  - Producteurs : Anders Tangen, Nour-Eddine Lakhmari
  - Acteurs : Kari-Ann Gronnslud et Behruz Arshi
  - Montage : Nour-Eddine Lakhmari, Terje Paasche
  - Récompenses : Prix du Jury National de Norvège, Sélection de la 5e Biennale des Cinémas Arabes

### Longs métrages
- 2005 : Le Regard
- 2008 : Casa Negra
- 2012 : Zéro
- 2017 : Burnout

### Télévision
- 2006 : El Kadia (série policière de téléfilms en 9 épisodes dont au moins 5 ont déjà été diffusés)